# Katarska košarkaška reprezentacija

## Postava na SP-u 2006.
Trener Joseph Stiebing je pozvao u Japan iduću momčad:
| #  | Položaj | Ime i prezime           | Nadnevak rođenja | Klub       |
| -- | ------- | ----------------------- | ---------------- | ---------- |
| 4  | branič  | Khalid Al Nasr          | 1980.            | Al Arabi   |
| 5  | branič  | Malek Saleem            | 1985.            | Al Rayyan  |
| 6  | branič  | Saad Abdulraham Ali     | 1985.            | As Saad    |
| 7  | branič  | Daoud Musa              | 1982.            | Qatar Club |
| 8  | krilo   | Khaled Suleyman         | 1987.            | As Saad    |
| 9  | krilo   | Ali Turki               | 1982.            | Al Jaysh   |
| 10 | krilo   | Baker Ahmad Mohammed    | 1986.            | Al Rayyan  |
| 11 | krilo   | Erfan Ali Saeed         | 1983.            | Al Rayyan  |
| 12 | centar  | Mohammed Saleem Abdulla | 1982.            | Al Rayyan  |
| 13 | krilo   | Hammam Ismail           | 1983.            | ...        |
| 14 | centar  | Hashim Zaidan           | 1980.            | Al Alhi    |
| 15 | centar  | Omer Abgader Salem      | 1983.            | Al Rayyan  |
| -  | trener  | Joseph Stiebing         | ...              | ...        |